# نشان‌زدایی خودرو

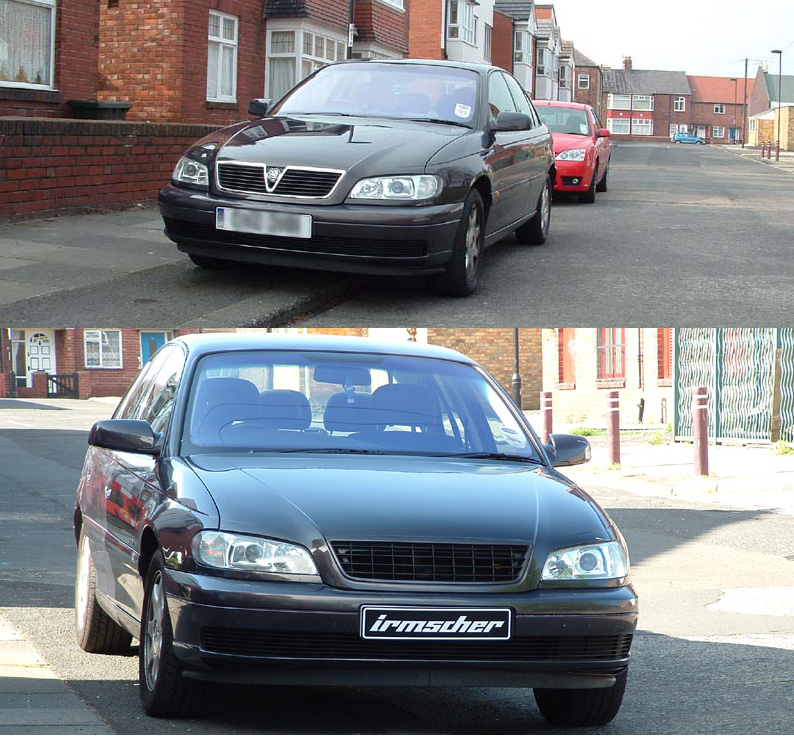
قبل و بعد

عبارت نشان‌زدایی خودرو (انگلیسی: Debadging) به فرایند حذف نماد شرکت سازنده از وسیله نقلیه اشاره دارد.
نشان‌های رایج که باید حذف شوند شامل لوگوی شرکت سازنده و نیز نشانه‌های تعیین‌کننده نوع خودرو می‌شود. در اغلب اوقات این فعالیت برای تکمیل یک ماشین اصلاح‌شده یا تغییر مدل استاندارد ویژگی انجام می‌شود. برخی افراد در هنگام رانندگی با ماشین‌های لوکس، قصد دارند این واقعیت را به نمایش می‌گذارند که اتومبیل آن‌ها با هر مدل دیگری متفاوت است و نشان‌های آن را از بین می‌برند. این یک درخواست مشترک برای خریداران مدل‌های لوکس گران‌قیمتی مثل ب‌ام‌و، مرسدس-بنز، لکسوس و غیره است. بسیاری از مشتاقان خودرو همچنین بر این باورند که برداشتن نام سازنده از وسیله نقلیه باعث می‌شود که تمیز کردن خودرو آسان‌تر شود. این به این دلیل است که تمیز کردن گرد و غبارهای اطراف نشان تولیدکننده دشوار است.

## نشان‌زدایی توسط سازنده
مواردی که یک سازنده خودرو رسماً نشان خود را از خودروهای خود حذف کرده است بسیار نادر است. یکی از این نمونه‌ها دوو Damas/Labo است، جایی که در مارس ۲۰۱۱ در کره جنوبی، نشان «دوو» کنار گذاشته شد و خودروها فقط با نام Damas/Labo و بدون نام تجاری رسمی در کنار آن فروخته شدند.

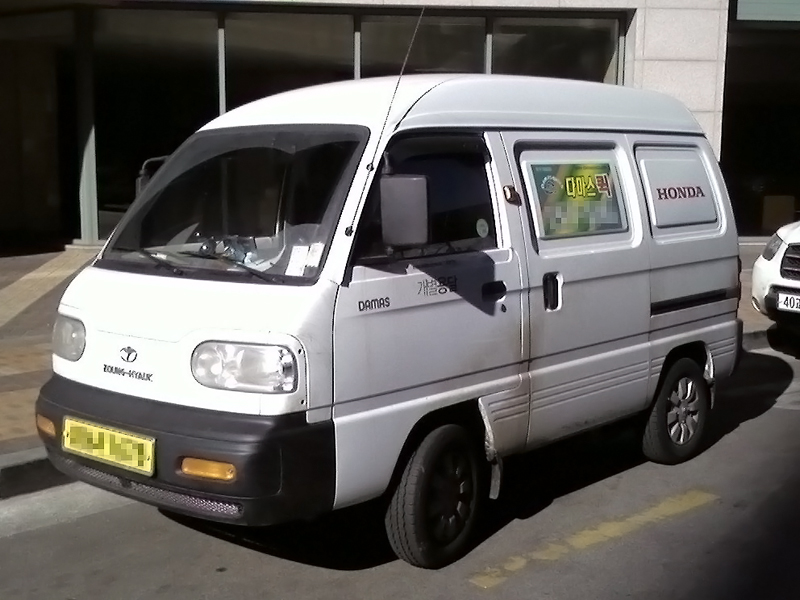
قبل
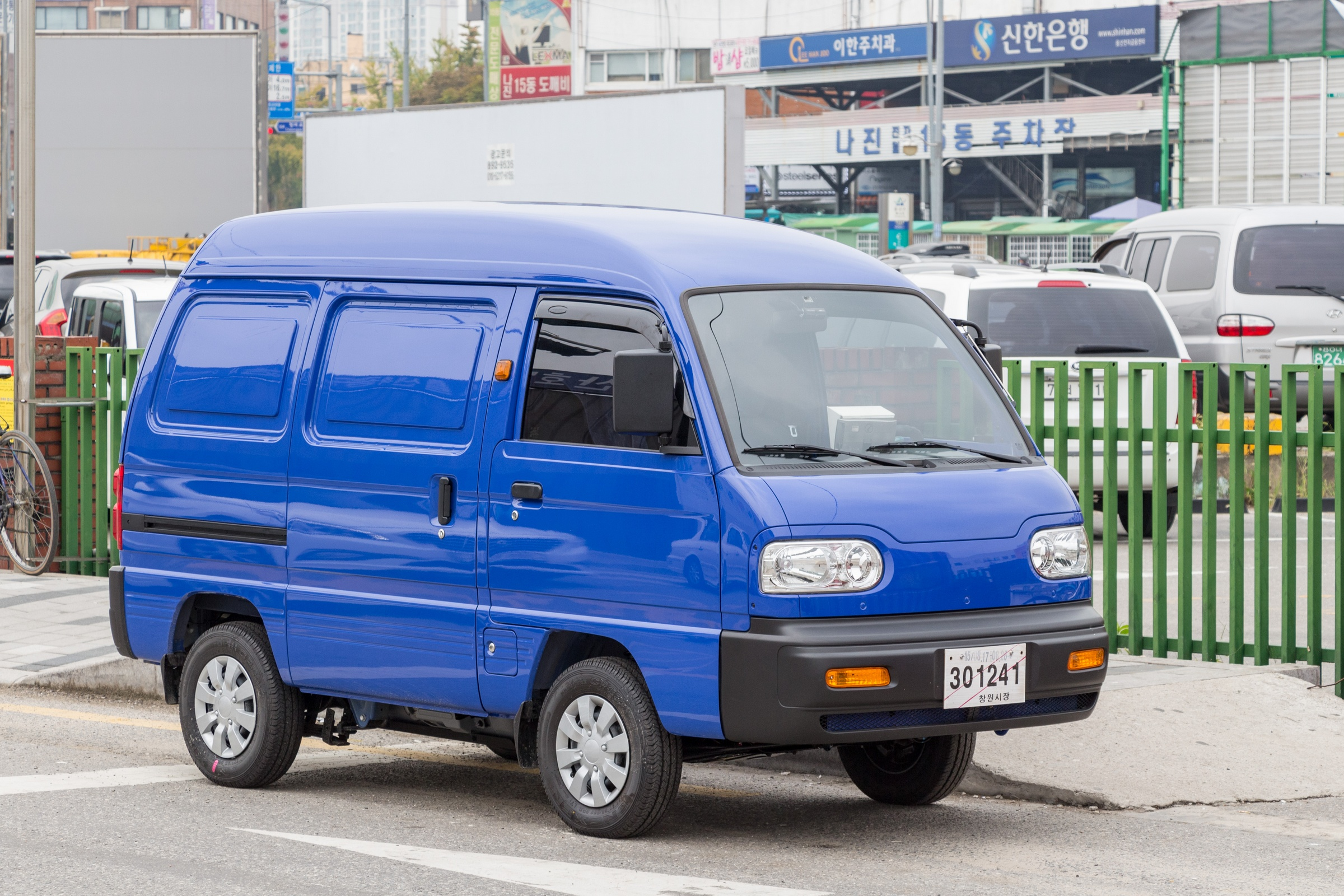
بعد

برخی از سازندگان خودروهای ممتاز مانند پورشه اجازه می‌دهند خودروهای تولید سفارشی با نشان‌های ساخت و مدل سفارشی‌سازی شوند، به‌طور انتخابی حفظ شوند، یا به طور کلی حذف شوند.